# Mircea Axente
Mircea Ionuț Axente (Tulcea, 14 marzo 1987) è un ex calciatore rumeno, di ruolo attaccante.

## Carriera
Ha giocato nella massima serie dei campionati rumeno, cipriota, israeliano e saudita.

## Palmarès

### Competizioni nazionali
- Supercoppa di Cipro: 1

Ermīs Aradippou: 2014
- Supercoppa di Romania: 1

Târgu Mureș: 2015